# Condado de Mora (Novo México)
O Condado de Mora é um dos 33 condados do Estado americano do Novo México. A sede do condado é Mora, e sua maior cidade é Mora. O condado possui uma área de 5 008 km² (dos quais 6 km² estão cobertos por água), uma população de 5 180 habitantes, e uma densidade populacional de 1 hab/km² (segundo o censo nacional de 2000). O condado foi fundado em 1860.